# 三苯基锗烷
三苯基锗烷是一种有机锗化合物，化学式 (C6H5)3GeH。

## 制备
三苯基锗烷可以由三苯基氯化锗和锌粉在乙醇中反应而成。它也可以由三苯基氯化锗和或三苯基溴化锗和氢化铝锂或硼氢化锂反应而成。
{\displaystyle \mathrm {4\ Ge(C_{6}H_{5})_{3}Br+Li[AlH_{4}]\longrightarrow 4\ Ge(C_{6}H_{5})_{3}H+LiBr+AlBr_{3}} }

## 性质
三苯基锗烷是白色晶体。它有两种同质异形体，较稳定的α相的熔点为41–45 °C，β相的熔点则为27 °C。它不需要催化剂就可以和乙烯基化合物反应。三苯基锗烷加热到300 °C时分解成四苯基锗和二苯基锗烷。
{\displaystyle \mathrm {2\ Ge(C_{6}H_{5})_{3}H\longrightarrow Ge(C_{6}H_{5})_{2}H_{2}+Ge(C_{6}H_{5})_{4}} }

## 用处
三苯基锗烷可用作阻聚剂。